# Quick Change System
QCS staat voor Quick Change System en is een systeem om snel wielen te wisselen.
Hoewel de naam alleen duidt op een systeem om snel wielen te wisselen, gaat er achter de QCS-motorfietsen van de beroemde Nederlandse framebouwer Nico Bakker een complete enkelzijdige wielophanging schuil, zowel voor als achter. Hiermee kon ook de vering gemakkelijker worden afgesteld. Introductie vond plaats tijdens de TT van Assen van 1987 met als doel het systeem beschikbaar te maken voor 750cc-race- en standaardmachines en 250- en 500cc-wegracers. 
QCS bestond uit een enkele swingarm met een tussenvorm van naafbesturing en fuseebesturing aan de voorkant en een enkelzijdige wielophanging achter. Het was niet de eerste keer dat dit principe werd toegepast. André de Cortanze had al in 1978 een dergelijk systeem gebouwd voor de ELF-wegracers en in 1985 bouwden Cor van Reeuwijk en Bram Bijl onder de naam RB Projects aanvankelijk ook een racer maar later ook een straatversie met Kawasaki-motor. Bakker besloot echter het hele rijwielgedeelte aan te bieden aan klanten die vervolgens een motor naar keuze konden laten monteren. Het frame was gebouwd door zijspancoureur Cees Smit, die wielophanging door Nico Bakker. 
Het voorwiel was gelagerd in de vaste vork, maar de besturing vond op de normale manier vanaf het balhoofd plaats, zonder stangenstelsel aan de zijkant. Het was alleen links opgehangen en daarom moest ook een zeer grote remschijf met zeszuiger-remklauw worden gebruikt om het gemis aan de tweede remschijf rechts te compenseren. De enkele schokdemper van het voorwiel lag horizontaal links naast het motorblok. Dat motorblok had een dragende functie in het frame. Bij het eerste blok van de Honda VFR 750 was dat geen probleem, maar lichtere en minder sterke blokken zoals van Yamaha of Suzuki moesten voor de stevigheid in een subframe worden gemonteerd. De enkelzijdige achterwielophanging werd al door meer merken gebruikt en was ook al eerder door Nico Bakker toegepast. 
In 1988 kostte alleen het rijwielgedeelte 27.500 gulden (ex. BTW), een complete motorfiets kostte ca. 34.000 gulden, afhankelijk van het gekozen motorblok. Een van de laatste versies van de Bakker QCS werd in 1994 gebouwd met een Yamaha FZR 1000 Exup-motor. De Bakker QCS woog slechts 195 kg, 14 kg minder dan de Yamaha, maar kostte 50.000 gulden.